# CHARGE
『CHARGE』（チャージ）は、BOWWOWの3枚目のオリジナル・アルバム。

## 概要
バンドメンバーの山本恭司、斉藤光浩、佐野賢二、新美俊宏のそれぞれのプロデュース作品を収録している。
2006年10月4日には、デジタル・リマスタリングを施し、紙ジャケット仕様で再発売した。

## 収録曲
1. Jet Jive
  - 作詞：キャリビアン・クリス / 作曲：山本恭司
2. Must Say Adieu
  - 作詞・作曲：佐野賢二
3. Blue Eyed Lady
  - 作詞：斉藤光浩、和泉雅裕 / 作曲：斉藤光浩
4. The Clown
  - 作詞・作曲：新美俊宏
5. Rock And Roll Kid
  - 作詞：キャリビアン・クリス / 作曲：新美俊宏
6. Fallen Leaves
  - 作詞・作曲：山本恭司
7. Heavy
  - 作詞・作曲：山本恭司
8. Sister Soul
  - 作詞：キャリビアン・クリス / 作曲：山本恭司
9. Behind The Mask
  - 作詞：キャリビアン・クリス / 作曲：山本恭司